# Ledový palác sportu Sibir
Ledový palác sportu Sibir (rusky Ледовый Дворец Спорта Сибирь) je hokejová aréna v Novosibirsku v Novosibirské oblasti, ve kterém odehrává své domácí zápasy tým HC Sibir Novosibirsk. Aréna má kapacitu 7400 sedadel, otevřená byla v září roku 1964. Roku 2002 byl stadion rekonstruován.
Koncertovali zde také takoví slavní umělci jako Deep Purple, Scorpions, a-ha, Uriah Heep, Gary Moore, The Offspring, Placebo, Roxette a další.